# Bred blombock
Bred blombock (Judolia cerambyciformis) är en skalbagge i  familjen långhorningar. Den blir 7-12 millimeter lång och har blekgula täckvingar med svarta fläckar. Som larv lever den i döda rötter av lövträd, däribland ekar, björkar och alar, eller i döda rötter av barrträd. Utvecklingen till imago tar två år. De fullbildade skalbaggarna kan ses från juni och in i juli. Skalbaggarna har för vana att besöka blommor och särskilt dras de till flockblommiga växter med vita blommor.
Bred blombock förekommer i mellersta och södra Europa och österut till Kaukasus. I Norden är den endast känd från Danmark. I Europa finns också en västlig förekomst i England.